# Sneeker Oudvaart
De Sneeker Oudvaart (Fries: Snitser Aldfeart of Aldfeart) is een rivier in de Nederlandse provincie Friesland die loopt van Rauwerd (bij benadering) tot Sneek.
De rivier is de naamgever van het voormalig waterschap De Sneeker Oudvaart en basisschool de Oudvaart. In de rivier bevindt zich ter hoogte van De Domp een sluis.  Aan het water stonden diverse molens, waaronder watermolen De Domp en oliemolen Het Zwarte Paard. Deze molens zijn afgebroken.
Aan de Sneeker Oudvaart liggen jachthaven De Domp en de Sneeker Jachthaven. De Loëngaster Vaart is doorgetrokken naar de Zwette, waardoor dit deel bevaar- en beschaatsbaar is geworden.
Per 15 maart 2007 is de officiële Friese schrijfwijze Snitser Aldfeart.